# بيرني هيوز
بيرني هيوز (بالإنجليزية: Bernie Hughes)‏ هو لاعب كرة قدم أمريكية أمريكي، ولد في 9 يناير 1910 في دورريس في الولايات المتحدة، وتوفي في 1 ديسمبر 1967.